# Dolichos ichthyophone
Dolichos ichthyophone är en ärtväxtart som beskrevs av Bernard Verdcourt. Dolichos ichthyophone ingår i släktet Dolichos och familjen ärtväxter. Inga underarter finns listade i Catalogue of Life.